# Liste de sociétés horlogères
Cet article contient une liste de sociétés horlogères, c'est-à-dire de sociétés fabriquant des instruments permettant de mesurer le temps, qu'on appelle « garde temps » et dans le langage courant « montre » (parfois « montre bracelet », ou encore « montre de gousset »).

## Liste
| Société horlogère                                           | Fondateur                                                         | Année de fondation | Lieu de création         | Pays        | Groupe        |
| ----------------------------------------------------------- | ----------------------------------------------------------------- | ------------------ | ------------------------ | ----------- | ------------- |
| Adriatica                                                   | Montilier Watch Co                                                | 1852 / 1931        | Montilier                | Suisse      |               |
| AKOR                                                        | Orhan Akcaglar                                                    | 2007               | Le Locle                 | Suisse      |               |
| Akrone                                                      | Erwan Kerneur et Jean-François Kerboul                            | 2015               | Nantes                   | France      |               |
| Aktiengesellschaft für Uhrenfabrikation Lenzkirch (A.G.U.L) | Ignaz Schöpperle et Eduard Hauser                                 | 1851               | Lenzkirch                | Allemagne   |               |
| A. Lange & Söhne                                            | Ferdinand Adolph Lange                                            | 1868               | Glashütte                | Allemagne   | Richemont     |
| AROLA - Alfred Rochat & Fils SA                             | Alfred Rochat                                                     | 1941               | Les Bioux                | Suisse      |               |
| Alpina                                                      | Gottlieb Hauser                                                   | 1883               | Genève                   | Suisse      | Citizen       |
| American Waltham Watch Company                              | David Davis, Edward Howard et Aaron Lufkin Dennison               | 1850               | Roxbury                  | États-Unis  |               |
| Arnold & Son                                                | John Arnold                                                       | 1764               | Londres                  | Royaume-Uni |               |
| ArtyA                                                       | Yvan Arpa                                                         | 2010               | Meinier                  | Suisse      |               |
| Audemars Piguet                                             | Jules Audemars et Edward Piguet                                   | 1875               | Le Brassus               | Suisse      |               |
| Auguste Reymond                                             | Auguste Reymond                                                   | 1898               | Tramelan                 | Suisse      |               |
| Auricoste                                                   | Émile Thomas                                                      | 1854               | Paris                    | France      |               |
| Baume & Mercier                                             | Williame Baume et Paul Mercier                                    | 1830               | Genève                   | Suisse      | Richemont     |
| Bédat & Co.                                                 | Simone Bédat et Christian Bédat                                   | 1996               | Genève                   | Suisse      |               |
| Bell & Ross                                                 | Bruno Belamich et Carlos Rosillo                                  | 1992               | Paris                    | France      |               |
| Bernard Richards Manufacture                                | Bernard Richards                                                  | 2003               | Magny-en-Vexin           | France      |               |
| Berthet Horlogerie                                          | Joseph Berthet                                                    | 1888               | Charmauvillers           | France      |               |
| Beuchat                                                     | Constant Beuchat                                                  | 1904               | Marseille                | France      |               |
| Blanchefontaine                                             | Jean-François Muller                                              | 1998               | Bonfol                   | Suisse      |               |
| Blanchet                                                    | Jean Blanchet                                                     | 1789               | Lyon                     | France      |               |
| Blancpain                                                   | Jehan-Jacques Blancpain                                           | 1735               | Villeret (Berne)         | Suisse      | Swatch Group  |
| Bodet                                                       | Paul Bodet                                                        | 1868               | Trémentines              | France      |               |
| Bossy                                                       | Xavier Bossy                                                      | 1848               | Besançon                 | France      |               |
| Bottega Veneta                                              | Michele Taddei et Renzo Zengiaro                                  | 1966               | Vicence                  | Italie      |               |
| Boucheron                                                   | Frederic Boucheron                                                | 1858               | Paris                    | France      | Kering        |
| Breguet                                                     | Abraham Breguet                                                   | 1775               | Paris                    | France      | Swatch Group  |
| Breitling                                                   | Léon Breitling                                                    | 1884               | Saint-Imier              | Suisse      |               |
| Bremont                                                     | Nick English, Giles English                                       | 2002               | Henley-on-Thames         | Royaume-Uni |               |
| Buccellati                                                  | Mario Buccellati (it)                                             | 1919               | Milan                    | Italie      |               |
| Bucherer                                                    | Carl-Friedrich Bucherer                                           | 1888               | Lucerne                  | Suisse      |               |
| Bulgari                                                     | Sotirios Voulgaris                                                | 1884               | Rome                     | Italie      | LVMH          |
| Bulova                                                      | Joseph Bulova                                                     | 1875               | Woodside                 | États-Unis  | Citizen       |
| Büren                                                       | F Suter & co                                                      | 1842               | Büren an der Aare        | Suisse      |               |
| Cartier                                                     | Louis-François Cartier                                            | 1847               | Paris                    | France      | Richemont     |
| Casio                                                       | Kazuo Kashio                                                      | 1946               | Mitaka                   | Japon       |               |
| Catena                                                      | Willy Lebet                                                       | 1947               | Corcelles                | Suisse      |               |
| Century                                                     | Hans-Ulrich Klingenberg                                           | 1966               | Bienne                   | Suisse      |               |
| Cecil Purnell                                               | Cecil Purnell                                                     | 1918               | Vallée de Joux           | Suisse      |               |
| Certina                                                     | Adolf et Alfred Kurth                                             | 1888               | Granges                  | Suisse      | Swatch Group  |
| Chanel                                                      | Gabrielle Chasnel                                                 | 1987               | Paris                    | France      |               |
| Charles Oudin                                               | Charles Oudin                                                     | 1797               | Paris                    | France      |               |
| Chaumet                                                     | Marie-Étienne Nitot                                               | 1780               | Paris                    | France      | LVMH          |
| Chopard                                                     | Louis-Ulysse Chopard                                              | 1860               | Sonvilier                | Suisse      |               |
| Christian Jacques (en)                                      | Christian Bach et Jacques Geeraerts                               | 1988               | Bâle                     | Suisse      |               |
| Christophe Claret                                           | Christophe Claret (de)                                            | 1989               | Le Locle                 | Suisse      |               |
| Chronoswiss (en)                                            | Gerd R. Lang                                                      | 1983               | Karlsfeld                | Allemagne   |               |
| Cimier                                                      | Joseph Lapanouse                                                  | 1924               | Hölstein                 | Suisse      |               |
| Citizen                                                     | Makoto Umehara                                                    | 1918               | Nishitōkyō               | Japon       | Citizen       |
| Concord                                                     | Walter Huguenin et Charles Bonny                                  | 1908               | Bienne                   | Suisse      | Movado        |
| Cortébert Watch                                             | Adam-Louis Juillard                                               | 1790               | Cortébert                | Suisse      |               |
| Corum                                                       | Gaston Ries, René Bannwart                                        | 1955               | La Chaux-de-Fonds        | Suisse      | China Haidian |
| Damiani                                                     | Enrico Grassi Damiani                                             | 1924               | Valenza                  | Italie      |               |
| Daniel Roth (en)                                            | Daniel Roth                                                       | 1989               | Le Sentier               | Suisse      |               |
| De Bethune                                                  | David Zanetta, Denis Flageollet                                   | 2002               | L'Auberson               | Suisse      |               |
| De Grisogono                                                | Fawaz Gruosi                                                      | 1993               | Genève                   | Suisse      |               |
| DeWitt (en)                                                 | Jérôme de Witt                                                    | 2003               | Vandœuvres               | Suisse      |               |
| Diesel                                                      | Renzo Rosso                                                       | 1978               | Molvena                  | Italie      |               |
| Dodane 1857                                                 | Alphonse Dodane, François-Xavier Joubert                          | 1857               | Fournet-Blancheroche     | France      |               |
| Doxa                                                        | Georges Ducommun                                                  | 1889               | Le Locle                 | Suisse      |               |
| Dubois Dépraz SA                                            | Marcel Dépraz                                                     | 1901               | Le Lieu                  | Suisse      |               |
| Duc Oger                                                    | Pierre Duc et Isabelle Oger                                       | 1953               | Paris                    | France      |               |
| Dugena                                                      | Coopérative                                                       | 1917               | Eisenach                 | Allemagne   |               |
| Ebel                                                        | Eugène Blum et Alice Lévy                                         | 1911               | La Chaux-de-Fonds        | Suisse      | Movado        |
| Eberhard & Co                                               | George-Emile Eberhard                                             | 1887               | La Chaux-de-Fonds        | Suisse      |               |
| Edox                                                        | Christian Ruefli-Flury                                            | 1884               | Bienne                   | Suisse      |               |
| ETA Manufacture Horlogère                                   | Urs Schild et Dr Girard                                           | 1856               | Granges                  | Suisse      | Swatch Group  |
| Eterna                                                      | Urs Schild et Dr Girard                                           | 1856               | Granges                  | Suisse      | China Haidian |
| Favre-Leuba (en)                                            | Abraham Favre                                                     | 1737               | Le Locle                 | Suisse      |               |
| Festina                                                     | Famille STÜDI                                                     | 1902               | La Chaux-de-Fonds        | Suisse      | Festina Lotus |
| Franck Muller                                               | Franck Muller                                                     | 1991               | Genève                   | Suisse      |               |
| Frédérique Constant                                         | Frédérique Constant                                               | 1988               | Genève                   | Suisse      | Citizen       |
| Fossil                                                      | Tom Kartsotis                                                     | 1984               | Richardson               | États-Unis  |               |
| Gérald Genta                                                | Gérald Charles Genta                                              | 1969               | Le Sentier               | Suisse      |               |
| Girard-Perregaux                                            | Constant Girard & Marie Perregaux                                 | 1856               | La Chaux-de-Fonds        | Suisse      | Kering        |
| Glashütte Original                                          | Ferdinand Adolph Lange                                            | 1845               | Glashütte                | Allemagne   | Swatch Group  |
| Greubel Forsey                                              | Robert Greubel & Stephen Forsey                                   | 2001               | La Chaux-de-Fonds        | Suisse      |               |
| Glycine                                                     | Eugène Meylan ?                                                   | 1914 ?             | Bienne                   | Suisse      |               |
| Gruen Watch Company                                         | Dietrich Gruen (en)                                               | 1874               | Columbus (Ohio)          | États-Unis  |               |
| G. Gerlach                                                  | Gustaw Gerlach                                                    | 1852               | Varsovie                 | Pologne     |               |
| Hegid                                                       | Henrick Gauché                                                    | 2015               | Paris                    | France      |               |
| Hublot                                                      | Carlo Crocco                                                      | 1980               | Lugano                   | Suisse      | LVMH          |
| Hamilton                                                    | E.F. Bowman                                                       | 1892               | Lancaster (Pennsylvanie) | États-Unis  | Swatch Group  |
| H. Moser & Cie                                              | Heinrich Moser                                                    | 1829               | Le Locle                 | Suisse      |               |
| Ice Watch                                                   | Jean-Pierre Lutgen                                                | 2006               | Bastogne                 | Belgique    |               |
| IWC                                                         | Florentine Ariosto Jones                                          | 1868               | Schaffhouse              | Suisse      | Richemont     |
| Jacob & Co (en)                                             | Jacob Arabo                                                       | 2002               | New York                 | États-Unis  |               |
| Jaeger                                                      | Edmond Jaeger                                                     | 1880               | Paris                    | France      |               |
| Jaeger-LeCoultre                                            | Jacques-David LeCoultre et Edmond Jaeger                          | 1833               | Le Sentier               | Suisse      | Richemont     |
| Jaquet Droz                                                 | Pierre Jaquet Droz                                                | 1738               | La Chaux-de-Fonds        | Suisse      | Swatch Group  |
| Jaz                                                         | Ivan Benel                                                        | 1919               | Paris                    | France      |               |
| JeanRichard                                                 | Daniel Jeanrichard                                                | 1681               | La Sagne                 | Suisse      | Kering        |
| F. P. Journe                                                | François-Paul Journe                                              | 1999               | Genève                   | Suisse      |               |
| Junghans                                                    | Erhard Junghans & Jakob Zeller-Tobler                             | 1861               | Schramberg               | Allemagne   |               |
| Karsten Frässdorf                                           | Karsten Frässdorf                                                 | 2016               | La Chaux-de-Fonds        | Suisse      |               |
| Kross Studio                                                | Marco Tedeschi                                                    | 2020               | Gland_(Vaud)             | Suisse      |               |
| Laco Uhrenmanufaktur (en)                                   | Frieda Lacher & Ludwig Hummel                                     | 1925               | Pforzheim                | Allemagne   |               |
| L.Leroy                                                     | Charles Leroy                                                     | 1785               | Paris et Besançon        | France      |               |
| Lemania                                                     | Alfred Lugrin                                                     | 1884               | L'Orient                 | Suisse      | Swatch Group  |
| Lip                                                         | Emmanuel Lipmann                                                  | 1867               | Besançon                 | France      |               |
| LIV Swiss Watches                                           | Esti Chazanow                                                     | 2012               | Miami                    | États-Unis  |               |
| Longines                                                    | Ernest Francillon                                                 | 1832               | Saint-Imier              | Suisse      | Swatch Group  |
| Lotus                                                       | Miguel Rodriguez                                                  | 1984               | Barcelone                | Espagne     | Festina Lotus |
| Louis Chevrolet Swiss Watches                               | André & Josette Saunier                                           | 2006               | Porrentruy               | Suisse      |               |
| Louis Erard                                                 | Louis Erard                                                       | 1929               | La Chaux-de-Fonds        | Suisse      |               |
| Maty                                                        | Gérard Mantion                                                    | 1948               | Besançon                 | France      |               |
| Maurice Lacroix                                             | Maurice Lacroix                                                   | 1975               | Saignelégier             | Suisse      |               |
| MB&F                                                        | Maximilian Büsser                                                 | 2005               | Genève                   | Suisse      |               |
| MeisterSinger                                               | Manfred Brassler                                                  | 1865               | Münster                  | Allemagne   |               |
| Michel Herbelin                                             | Michel Herbelin                                                   | 1947               | Charquemont              | France      |               |
| Mido                                                        | Georges Schaeren                                                  | 1918               | Soleure                  | Suisse      | Swatch Group  |
| Minerva                                                     | Hippolyte et Charles-Yvan Robert                                  | 1858               | Villeret                 | Suisse      | Richemont     |
| Molnia                                                      |                                                                   | 1947               | Tcheliabinsk             | Russie      |               |
| Mondaine Watch Ltd                                          | Erwin Bernheim                                                    | 1951               | Zurich                   | Suisse      |               |
| Montegrappa                                                 | Edwige Hoffman et Heidrich Helm                                   | 1912               | Bassano del Grappa       | Italie      |               |
| Morellato                                                   | Giulio Morellato (it)                                             | 1930               | Bologne                  | Italie      |               |
| Movado                                                      | Achille Ditesheim.                                                | 1881               | La Chaux-de-Fonds        | Suisse      | Movado        |
| Murex                                                       | Wasfi Taher                                                       | 2001               | Le Locle                 | Suisse      |               |
| Nappey                                                      | Jules Nappey                                                      | 1946               | Besançon                 | France      |               |
| Navitec                                                     | David Attias                                                      | 2006               | Paris                    | France      |               |
| Nixon                                                       | Andy Laats et Chad DiNenna                                        | 1997               | Encinitas                | États-Unis  |               |
| Nomos Glashütte                                             | Roland Schwertner                                                 | 1990               | Glashütte                | Allemagne   |               |
| Obrey                                                       | Émile Obrey                                                       | 1951               | Paris                    | France      |               |
| Omega                                                       | Louis Brandt                                                      | 1848               | Bienne                   | Suisse      | Swatch Group  |
| Orient                                                      | Shogoro Yoshida                                                   | 1950               | Tokyo                    | Japon       | Seiko         |
| Oris                                                        | Paul Cattin et Georges Christian                                  | 1904               | Hölstein                 | Suisse      |               |
| Panerai                                                     | Giovanni Panerai                                                  | 1860               | Florence                 | Italie      | Richemont     |
| Parmigiani Fleurier                                         | Michel Parmigiani                                                 | 1996               | Fleurier                 | Suisse      |               |
| Paul Ditisheim                                              | Paul Ditisheim                                                    | 1887               | La Chaux-de-Fonds        | Suisse      |               |
| Patek Philippe                                              | Antoine Norbert de Patek, François Czapek et Jean Adrien Philippe | 1839               | Genève                   | Suisse      |               |
| Pequignet                                                   | Émile Pequignet                                                   | 1973               | Morteau                  | France      |               |
| Petrodvorets Watch Factory                                  | Pierre le Grand                                                   | 1721               | Saint-Pétersbourg        | Russie      |               |
| Piaget                                                      | Georges Edouard Piaget                                            | 1874               | La Côte-aux-Fées         | Suisse      | Richemont     |
| Pierre Lannier                                              | Jean-Paul Burgun                                                  | 1977               | Ernolsheim-lès-Saverne   | France      |               |
| Poljot                                                      | Sergei Kirov                                                      | 1961               | Moscou                   | Russie      |               |
| Raidillon                                                   | Bernard Julémont                                                  | 2001               | Bruxelles                | Belgique    |               |
| Rado                                                        | Famille Schlup, puis beau-fils Dr Lüthi-Schlup                    | 1917               | Lengnau                  | Suisse      | Swatch Group  |
| Raketa                                                      |                                                                   | 1961               | Saint-Pétersbourg        | Russie      |               |
| Raymond Weil                                                | Raymond Weil                                                      | 1976               | Genève                   | Suisse      |               |
| Richard Mille                                               | Richard Mille, Dominique Guenat                                   | 2001               | Les Breuleux             | Suisse      | Richard Mille |
| Rodanet                                                     | Julien Hilaire Rodanet                                            | 1839               | Rochefort-sur-Mer        | France      |               |
| Rolex                                                       | Hans Wilsdorf                                                     | 1908               | Genève                   | Suisse      | Rolex         |
| RSW                                                         | Famille Marachly                                                  | 1914               | Damas                    | Suisse      |               |
| Saint Honoré                                                | Victorin Frésard                                                  | 1885               | Charquemont              | France      |               |
| Sauvage                                                     | Vremex France                                                     | 1991               | Besançon                 | France      |               |
| Seiko                                                       | Kintarō Hattori                                                   | 1881               | Tokyo                    | Japon       | Seiko         |
| Solvil et Titus                                             | Paul Ditisheim                                                    | 1892               | La Chaux-de-Fonds        | Suisse      |               |
| Suunto                                                      | Tuomas Vohlonen                                                   | 1936               | Vantaa                   | Finlande    |               |
| Stowa                                                       | Walter Storz                                                      | 1927               | Hornberg                 | Allemagne   |               |
| Swatch Group                                                | Fusion de l'ASUAG et la SSIH                                      | 1983               | Bienne                   | Suisse      | Swatch Group  |
| Swatch                                                      | Ernst Thomke, Elmar Mock, Jacques Müller, Franz Sprecher          | 1983               | Granges                  | Suisse      | Swatch Group  |
| Swiss Army Watch                                            | Forschner Group, Inc., racheté par Victorinox, Ibach, CH          | 1989               | Monroe                   | États-Unis  |               |
| SYT ZYP                                                     | Léon Bossy                                                        | 1910               | Besançon                 | France      |               |
| TAG Heuer                                                   | Edouard Heuer                                                     | 1860               | Saint-Imier              | Suisse      | LVMH          |
| Technos                                                     | Melchior Gunzinger                                                | 1900               | Welschenrohr             | Suisse      |               |
| Tellus                                                      | Cortébert Watch Co et Wilhelm Ulrich                              | 1926               | Chaux de Fonds           | Suisse      |               |
| Tianjin Sea-Gull                                            | Gouvernement de la république populaire de Chine                  | 1955               | Tianjin                  | Chine       |               |
| Timex                                                       | Waterbury Clock Company                                           | 1854               | Middlebury               | États-Unis  |               |
| Tissot                                                      | Charles-Félicien Tissot et Charles-Emile Tissot                   | 1853               | Le Locle                 | Suisse      | Swatch Group  |
| Torrini                                                     | Jacopus Turini                                                    | 1369               | Firenze (Italie)         | Italie      |               |
| Tudor                                                       | Hans Wilsdorf                                                     | 1926               | Genève                   | Suisse      | Rolex         |
| TW Steel                                                    | Jordy Cobelens                                                    | 2005               | Amsterdam                | Pays-Bas    |               |
| Ulysse Nardin                                               | Ulysse Nardin                                                     | 1846               | Le Locle                 | Suisse      | Kering        |
| Universal Genève                                            | Numa Emile Descombes et Ulysse Georges Perret                     | 1894               | Le Locle                 | Suisse      |               |
| URWERK                                                      | Felix Baumgartner et Martin Frei                                  | 1997               | Genève                   | Suisse      |               |
| Vacheron Constantin                                         | Jean-Marc Vacheron                                                | 1755               | Genève                   | Suisse      | Richemont     |
| Valgine                                                     | Ali Guenat                                                        | 1900               | Les Breuleux             | Suisse      | Richard Mille |
| Victorinox                                                  | Karl Elsener                                                      | 1884               | Ibach                    | Suisse      |               |
| Vulcain                                                     | frères Ditisheim                                                  | 1858               | La Chaux-de-Fonds        | Suisse      |               |
| Waltham Watch Company                                       | David Davis, Edward Howard et Aaron Lufkin Dennison               | 1850               | Roxbury                  | États-Unis  |               |
| Waltham International SA                                    | Waltham Watch Company                                             | 1954               | Lausanne                 | Suisse      |               |
| Wenger Watch S.A.                                           | Victorinox SA                                                     | 1997               | Bienne                   | Suisse      |               |
| West End Watch Co.                                          | M. Charpié                                                        | 1886               | Saint-Imier              | Suisse      |               |
| Yema                                                        | Henry Louis Belmont                                               | 1948               | Besançon                 | France      | Ambre         |
| Yonger & Bresson                                            | frères Louzon                                                     | 1975               | Morteau                  | France      | Ambre         |
| Zenith                                                      | Georges Favre-Jacot                                               | 1865               | Le Locle                 | Suisse      | LVMH          |
| Zodiac                                                      | Ariste Calame                                                     | 1882               | Le Locle                 | Suisse      | Fossil        |
| Zeno-Watch Basel                                            | Jules Godat                                                       | 1868               | La Chaux-de-Fonds        | Suisse      |               |
| Zino Davidoff                                               | Zino Davidoff                                                     | 1980               | Bâle                     | Suisse      |               |
| 121TIME                                                     | Daniel Morf, Frédéric Polli, Jean-Loup Ribordy                    | 2001               | Martigny                 | Suisse      |               |
| Anglo-Celtic Watch Company                                  | Smiths Industries Ltd, Ingersoll Ltd, Vickers Armstrong           | 1946               | Ystradgynlais            | Royaume-Uni | Smiths Group  |